# اوشتربی (رندسبورگ-اکرنفورده)
اوشتربی (به آلمانی: Osterby) یک شهر در آلمان است که در رندسبورگ-اکرنفورده واقع شده‌است.
 اوشتربی  ۹۵۴ نفر جمعیت دارد.